# 帕奥恩塔萨希布
帕奥恩塔萨希布（Paonta Sahib），是印度喜马偕尔邦Sirmaur县的一个城镇。总人口19087（2001年）。

## 人口
该地2001年总人口19087人，其中男性10237人，女性8850人；0—6岁人口2459人，其中男1329人，女1130人；识字率75.54%，其中男性为78.96%，女性为71.58%。